# 二田是儀 (初代)
初代 二田 是儀（ふただ これのり、1851年1月20日（嘉永3年12月19日）- 1910年（明治43年）1月23日）は、明治期の開拓者、農業経営者、政治家。衆議院議員。旧姓・門間、初名・謹治。

## 経歴
出羽国秋田郡飯塚村（秋田県南秋田郡飯田川村、飯田川町、昭和町、飯田川町〔第二次〕を経て現潟上市飯田川飯塚）で、開拓者・門間祐蔵（のち二田是雄）の長男として生まれた。1867年（慶応3年）父と共に秋田郡天王村浜中（向船越村、典農村、南秋田郡天王村、天王町二田を経て現:潟上市天王二田）に移り開拓に従事。二田に改姓し開拓の地を二田村と名付けた。1874年（明治7年）に家督を相続。その後上京して、林靏梁（鶴梁）、副島種臣、根本通明らに師事し漢籍を修めた。
1883年（明治16年）に帰郷。開拓地は水田150ヘクタール、植林290ヘクタールにもなり、耕地の無償譲渡、または小作地は三分法の低率制度を採用した。
1890年（明治23年）7月、第1回衆議院議員総選挙（秋田県第1区、大成会）で当選し、1892年（明治25年）2月、第2回総選挙（秋田県第1区、中央交渉会）でも再選され、衆議院議員に連続2期在任した。
50歳頃から体調を崩し、冬期は静岡県庵原郡興津町（現静岡市清水区）で過ごし、1910年1月、同地で死去した。

## 親族
- 養子 2代二田是儀（衆議院議員、工藤八之助三男）[6]